# 浦茸口岸
22°00′21″N 106°46′32″E / 22.005766°N 106.775461°E
浦茸口岸，另译蒲茸口岸，又称保林口岸越南諒山省高禄县保林社浦茸村的一个边境口岸。该口岸与中华人民共和国广西壮族自治区凭祥市上石镇油隘村的油隘边民互市点相接。